# 杨桓 (元朝)
杨桓（1234年—1299年）。字武子，号辛泉。兖州（今山东省济宁市兖州区）人，元朝文字学家。
杨桓为诸生。元世祖中统四年（1263年）补济州教授。后由济宁路教授召为太史院校书郎，奉命撰《仪表铭》、《历日序》等书。至元三十一年（1294年），迁监察御史。元成宗即位，他上疏时务二十一事。不久，擢为秘书少监，预修《大元一统志》。秩满辞官归兖州。大德三年（1299年），以国子监司业召还朝中，未赴，病卒，年六十六岁。
杨桓平生博极群书，精通篆、籀之学。对古文字有专门研究，成就卓著。著有《书学正韵》36卷，今亡佚。另著有《六书统》20卷、《六书溯源》20卷，传于世。《六书统》二十卷，以“六书”统诸字，分为六目：象形、会意、指事、转注、形声、假借。前四目仿戴侗《六书故》例，后两目则其自制。字体排列以古文、大篆、钟鼎文、小篆为序。立说多主观臆测，但于六书理论却颇有见识。

## 延伸阅读
[在维基数据编辑]
 《元史·卷164》，出自宋濂《元史》